# وقواق سوندا
وقواق سوندا (الاسم العلمي: Cuculus lepidus) (بالإنجليزية: Sunda Cuckoo)‏ هو نوع من الطيور يتبع جنس الوقواق من فصيلة طيور الوقواق.